# Василид
Василид или Базилид (на старогръцки: Bασιλίδης, Basilides, Basileides, * ок. 85 в Сирия (?), † ок. 145) е гностик, религиозен учител в Александрия, Египет от 117 до 138 г.
Василид вероятно е ученик на Менандер, главен представител на египетските (александрийските) гностици и от християните е наричан хересиарх. Преди да дойде в Александрия той преподава в Персия. Той пише множество произведения, като една псалтир- книга, множество оди, един библейски коментар от 24 тома – наречен Exegetica – един учебник „Evangelium“. Почти нищо не е запазено от произведенията му.
Учениците на Василид основали школа на гностицизма в Египет, съществувала до 4 век. Един от неговите последователи е неговият син Исидор.